# Sloppy joe

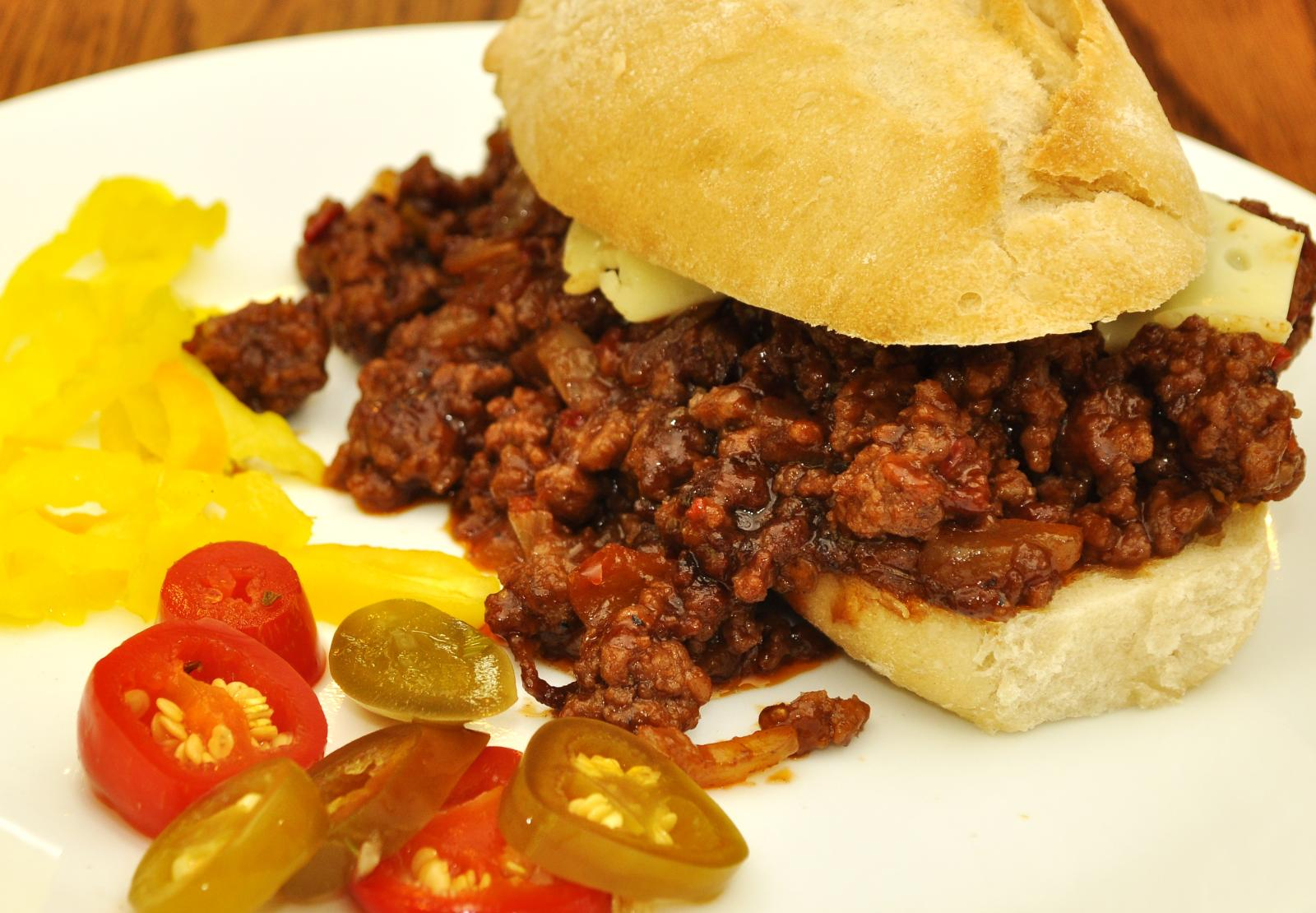
Sloppy Joe

Een sloppy joe is een sandwich die uit runder- of varkensgehakt, uien, tomatensaus of ketchup, worcestersaus en andere kruiden bestaat, geserveerd op een hamburgerbroodje. Het gerecht is in de vroege 20e eeuw in de Verenigde Staten ontstaan.  
Amerikaanse kookboeken uit het begin en het midden van de 20e eeuw hebben al recepten voor Sloppy Joe-achtige broodjes, hoewel die dan nog andere namen hebben. Mogelijk ligt de oorsprong van de naam Sloppy Joe in Sioux City, Iowa  waar in de jaren dertig "los-vleessandwiches"  werden verkocht die bedacht waren door een kok genaamd Joe. Vanaf de jaren veertig van de twintigste eeuw wordt de naam Sloppy Joe algemeen gebruikt.  
Het verschil tussen een Sloppy Joe en een gewone sandwich met rul gehakt is de tomatensaus. In de Verenigde Staten bestaan er veel regionale versies van Sloppy Joe. Tegenwoordig wordt in plaats van runder- of varkensgehakt ook wel kalkoengehakt of een vleesvervanger gebruikt. 